# Zilaqiat
Zilaqiat (tiếng Ả Rập: زلاقيات) là một ngôi làng Syria nằm trong phó huyện Mahardah ở huyện Mahardah thuộc tỉnh Hama. Theo Cục Thống kê Trung ương Syria (CBS), Zilaqiat có dân số 1.071 trong cuộc điều tra dân số năm 2004. Cư dân của nó chủ yếu là người Hồi giáo Sunni. <Ref> Smith, 1841, tr. 180. 
1. ↑  "General Census of Population 2004". Truy cập ngày 10 tháng 7 năm 2014.